# Lufttechnik
Die Lufttechnik dient der Versorgung von Betriebs- und Aufenthaltsräumen sowie von technischen Prozessen mit Luft.
Die Luftqualität von Räumen wird durch Freie Lüftungssysteme sowie durch Anlagen der Raumlufttechnik (RLT) gesteuert, während die Prozesslufttechnik die Absaugung, Abscheidung, Trocknung und Förderung von Luft für technische Zwecke umfasst.

Schema der Lufttechnik und ihrer Teilbereiche nach DIN 1946 Teil 1

## Raumlufttechnik
Anlagen der Raumlufttechnik versorgen Aufenthalts- und Arbeitsräume mit gesunder Atemluft (siehe auch Sick-Building-Syndrom) und gewährleisten die Behaglichkeit, gemeinsam mit anderen Arten der Gebäudeheizung und -kühlung.

### Freie Lüftungssysteme
Der Begriff Freie Lüftung bezeichnet den Luftwechsel in Innenräumen, der infolge natürlicher Druckunterschiede durch thermische Konvektion (hervorgerufen durch Temperaturunterschiede) stattfindet. Wechselnde Wetterlagen und Windverhältnisse bewirken größere Schwankungen der Luftwechselrate. Um dies auszugleichen und den Wärmeverlust bei kalten Außentemperaturen zu begrenzen, sollte die Luftströmung kontrollierbar sein. Eine Wärmerückgewinnung aus der Fortluft ist nicht möglich.
Die freie Lüftung wird unterteilt in:
- Fugenlüftung (Undichtigkeiten an Fenster, Türen, Bauwerk etc.)
- Fenster-, Schlitz- oder Spaltlüftung
- Schachtlüftung oder Dachaufsatzlüftung (Ausnutzung von Auftriebsswirkung bzw. Thermische Konvektion)

Je nach Definition kann auch die Stoßlüftung zur freien Lüftung gezählt werden.

### Maschinelle Lüftung
Im Unterschied zur freien Lüftung beinhaltet die maschinelle Lüftung immer einen Ventilator. Zur kontrollierten Lüftung von Wohn- und Aufenthaltsräumen gehören in der Regel auch Lüftungskanäle und -rohre, welche die Verteilung der Luft erleichtern und weitere Funktionen über den reinen Luftaustausch hinaus ermöglichen.
Eine Raumlufttechnische Anlage (RLT) ist ein Lüftungssystem, das neben Ventilator und Lüftungskanälen noch weitere Anlagenteile zur Beeinflussung von Zustand oder Qualität der Luft beinhaltet. RLT-Anlagen, welche die Luft auch kühlen können, werden meist als Klimaanlagen bezeichnet.
Der „Recknagel“, ein Taschenbuch für Heizung und Klimatechnik, als Standardwerk im Bereich der HKLS-Technik weist 2018 darauf hin, dass der Begriff „Klimaanlage“, obwohl er vielfältig bei der Raumkonditionierung und Fahrzeugtechnik sowie in technischen und gesetzlichen Regelungen (z. B. in der EnEV 2009) verwendet wird, bisher nicht eindeutig definiert ist. Das Verständnis der Begriffe und die damit zusammenhängende Einteilung der RLT-Anlagen (Klimaanlagen) habe sich in den vergangenen Jahren zum Teil stark verändert. Eine umfassende, eindeutige und allgemein anerkannte Definition der Begrifflichkeiten im Bereich der RL-Technik sei auf absehbare Zeit unwahrscheinlich. Die nachfolgende Einteilung basiert somit zwar auf der aktuellen Normung, ist aber nicht unumstritten.

#### Raumlufttechnische Anlagen (RLT)
RLT-Anlagen sind ventilatorgestützte Anlagen, die mindestens eine der Funktionen Filtern, Heizen, Kühlen, Befeuchten oder Entfeuchten bereitstellen. Durch eine geeignete Kombination dieser Funktionen wird es möglich, gewünschte Luftzustände hinsichtlich Reinheit, Temperatur und Feuchte in Räumen sicherzustellen. Für das Bauwesen erfasst die DIN 276 die Kosten der lufttechnischen Anlagen unter der Kostengruppe 430.

#### Raumlufttechnische Anlagen mit Lüftungsfunktion
Raumlufttechnische Anlagen mit der primären Funktion der Lüftung werden als Lüftungstechnische Anlage sowie im Entwurf der DIN 4749 schlicht als Lüftungsanlagen bezeichnet. Das Blatt 1 der VDI 4700 und die DIN EN 12792 definieren diese Anlagen als „Gesamtheit der Bauelemente, die zur ventilatorgestützten Lüftung erforderlich sind“. Zur Belüftung ist immer die Zufuhr von Außenluft erforderlich.

#### Raumlufttechnische Anlagen ohne Lüftungsfunktion
Raumlufttechnische Anlagen ohne Lüftungsfunktion werden auch Umluftanlagen genannt. Darunter werden Anlagen verstanden, die lediglich die Raumluft aufbereiten und umwälzen (wie zum Beispiel Umluft-Dunstabzugshauben), ohne dass Außenluft zugeführt würde.

#### Klimaanlagen (Raumlufttechnische Anlagen mit Temperatursteuerung)
Nach der EnEV 2009, DIN EN 15603 (zurückgezogen), Teil 1 der DIN EN ISO 52000, DIN EN 12792 und der europäischen Richtlinie zur Gesamtenergieeffizienz von Gebäuden (Energy Performance of Buildings Directive, EPBD) ist eine Klimaanlage bzw. ein Klimatisierungssystem „eine Kombination aus sämtlichen Bauteilen, die zur Bereitstellung einer Form der Luftbehandlung erforderlich sind, bei der die Temperatur, eventuell in Kombination mit Lüftung, Luftfeuchte und Luftreinheit, geregelt wird“ definiert.
Die Bestandteile von Klimaanlagen lassen sich in drei Bereiche gliedern (Systemabgrenzung):
- Wärme- und Kälteerzeugung (Wärmeerzeugung z. B. durch Öl- bzw. Gaskessel, Wärmepumpe oder Blockheizkraft. Kälte u. a. durch eine Kältemaschine oder Kaltspeicher (z. B. See).)
- Luftaufbereitung und Transport
- Luftführung im Raum nach dem Verdrängungs- oder Verdünnungsprinzip:
  - horizontale oder vertikale Verdrängungslüftung (z. B. Quelllüftung/Dralllüftung)
  - die Verdünnungslüftung wird auch als Mischlüftung bezeichnet, angewendet vor allem als tangentiale Mischlüftung (Strahllüftung) oder diffuse (örtliche) Mischlüftung

Gemäß dem Blatt 1 der VDI 4700 umfassen Voll-Klimaanlagen die Regelung/Steuerung der Temperatur, Feuchtigkeit, Reinhaltung und des Austauschs der Raumluft, unabhängig vom Außenklima. Werden lediglich Temperatur oder Luftfeuchte durch die Anlage geregelt oder gesteuert, wird der Prozess durch die DIN 4749 (E) als Teilklimatisierung bezeichnet. Raumlufttechnische Anlagen mit Kühlfunktion, welche die zugeführte Frischluft abkühlen, bevor sie dem Gebäude als Zuluft zugeführt wird, aber nicht gezielt ent- oder befeuchten, würden daher als Teil-Klimaanlage bezeichnet.

### Normen & Richtlinien
- DIN 1946 – Raumlufttechnik
  - Teil 4: Raumlufttechnische Anlagen in Gebäuden und Räumen des Gesundheitswesens
  - Teil 6: Lüftung von Wohnungen – Allgemeine Anforderungen, Anforderungen zur Bemessung, Ausführung und Kennzeichnung, Übergabe/Übernahme (Abnahme) und Instandhaltung
  - Teil 6, Beiblatt 1: Lüftung von Wohnungen – Allgemeine Anforderungen, Anforderungen zur Bemessung, Ausführung und Kennzeichnung, Übergabe/Übernahme (Abnahme) und Instandhaltung – Beispielberechnungen für ausgewählte Lüftungssysteme

- DIN 18017, Lüftung von Bädern und Toilettenräumen ohne Außenfenster
  - Teil 3: Lüftung mit Ventilatoren

- DIN EN 15243 - Lüftung von Gebäuden - Berechnung der Raumtemperaturen, der Last und Energie von Gebäuden mit Klimaanlagen; 2007, zurückgezogen, ersetzt durch DIN EN 16798, Teile 9, 13 und 14[12]

- DIN EN 15251 - „Eingangsparameter für das Raumklima zur Auslegung und Bewertung der Energieeffizienz von Gebäuden - Raumluftqualität, Temperatur, Licht und Akustik“; 2012, deutsche Fassung 2007 (der zurückgezogene Entwurf VDI 4706:2011-04 ist Teil des Nationalen Anhangs)[13]

- DIN EN 16798,
  - Gesamtenergieeffizienz von Gebäuden - Teil 1: Eingangsparameter für das Innenraumklima zur Auslegung und Bewertung der Energieeffizienz von Gebäuden bezüglich Raumluftqualität, Temperatur, Licht und Akustik; - Module M1-6; Entwurf 2017
  - Energetische Bewertung von Gebäuden – Lüftung von Gebäuden - Teil 3: Lüftung von Nichtwohngebäuden – Leistungsanforderungen an Lüftungs- und Klimaanlagen und Raumkühlsysteme; 2017
  - Energetische Bewertung von Gebäuden – Lüftung von Gebäuden - Teil 5-1: Berechnungsmethoden für den Energiebedarf von Lüftungs- und Klimaanlagen (Module M5-6, M5-8, M6-5, M6-8, M7-5, M7-8) – Methode 1: Verteilung und Erzeugung; 2017, Entwurf A1 2020
  - Energetische Bewertung von Gebäuden – Lüftung von Gebäuden - Teil 5-2: Berechnungsmethoden für den Energiebedarf von Lüftungssystemen (Module M5-6, M5-8, M6-5, M7-5, M7-8) – Methode 2: Verteilung und Erzeugung; 2017
  - Energetische Bewertung von Gebäuden – Lüftung von Gebäuden - Teil 7: Berechnungsmethoden zur Bestimmung der Luftvolumenströme in Gebäuden einschließlich Infiltration (Modul M5-5)
  - Energetische Bewertung von Gebäuden – Lüftung von Gebäuden - Teil 9: Berechnungsmethoden für den Energiebedarf von Kühlsystemen (Module M4-1, M4-4, M4-9) - Allgemeines; 2017
  - Energetische Bewertung von Gebäuden – Lüftung von Gebäuden - Teil 13: Berechnung von Kühlsystemen (Modul M4-7) - Speicherung; 2017
  - Energieeffizienz von Gebäuden - Lüftung von Gebäuden - Teil 14: Interpretation der Anforderungen der EN 16798-13 - Berechnung von Kühlsystemen (Modul M4-8)[14]
  - Energetische Bewertung von Gebäuden – Lüftung von Gebäuden - Teil 15: Berechnung von Kühlsystemen (Modul M4-7) - Speicherung; 2017
  - Energetische Bewertung von Gebäuden – Lüftung von Gebäuden - Teil 17: Leitlinien für die Inspektion von Lüftungs- und Klimaanlagen (Module M4-11, M5-11, M6-11, M7-11); 2019

- VDI 2052, Raumlufttechnische Anlagen für Küchen

- VDI 2050, Blatt 4: Anforderungen an Technikzentralen – Raumlufttechnik

- VDI 2053, Blatt 1: Raumlufttechnik — Garagen — Entlüftung

- VDI 2078, Berechnung der thermischen Lasten und Raumtemperaturen

- VDI 2081, Blatt 1: Geräuscherzeugung und Lärmminderung in Raumlufttechnischen Anlagen

- VDI 2082, Raumlufttechnik — Verkaufsstätten

- VDI 2083, Reinraumtechnik
  - Blatt 1: Partikelreinheitsklassen der Luft
  - Blatt 4.1: Planung, Bau und Erst-Inbetriebnahme von Reinräumen
  - Blatt 5.1: Betrieb von Reinräumen

- VDI 2087, Luftleitungssysteme — Bemessungsgrundlagen,

- VDI 3803,
  - Blatt 1: Raumlufttechnik — Zentrale Raumlufttechnische Anlagen — Bauliche und technische Anforderungen
  - Blatt 5: Raumlufttechnik, Geräteanforderungen — Wärmerückgewinnungssysteme

- VDI 6022, Blatt 1: Raumlufttechnik, Raumluftqualität — Hygieneanforderungen an Raumlufttechnische Anlagen und Geräte
- VDI 6032 Lufttechnik, Luftqualität in Fahrzeugen - Hygieneanforderungen an die Lüftungstechnik

- AMEV RLT: Hinweise zur Planung und Ausführung von Raumlufttechnischen Anlagen für öffentliche Gebäude[15]

#### Normen & Richtlinien zu Nebenaspekten
- DIN EN 12097 „Lüftung von Gebäuden - Luftleitungen - Anforderungen an Luftleitungsbauteile zur Wartung von Luftleitungssystemen“; 2006[16]

- DIN EN 12831-1 „Energetische Bewertung von Gebäuden - Verfahren zur Berechnung der Norm-Heizlast - Teil 1: Raumheizlast“

## Prozesslufttechnik
Bei der Prozesslufttechnik steht der maschinelle Arbeitsprozess im Vordergrund. Ganz allgemein wird Absaugung, Abscheidung, Trocknung und Förderung unterschieden. Es gibt aber auch prozesslufttechnische Anlagen mit weiterführenden Aufgaben. Im Lebensmittelbereich zum Beispiel wird Prozessluft bei der Verarbeitung der Produkte oder zu deren Transport wie bei der pneumatischen Förderung benötigt. Diese Luft muss in ihrer Qualität definiert und in den Hygieneanforderungen denen der Produkte entsprechen, somit kann sie wie ein Hilfsstoff oder Rohprodukt eingestuft werden. Um die notwendigen Anlagentechnik zur Reinigung der Prozessluft so einfach wie möglich zu halten, sollte die Zuluft möglichst geringe Verschmutzung durch luftgetragenen Staub und Mikroorganismen aufweisen.
Eine Besonderheit im Bereich der Lufttechnik stellen die luftgestützten Klimaanlagen, die im ICE 3 in der 2. Bauserie verbaut sind, dar. Bei diesen Klimaanlagen, die ungefähr einen Anteil von 5 % an den Klimaanlagen der ICE-Flotte haben, kommt Prozessluft als Kühlmedium zum Einsatz. Die aus der Umgebung entnommene Außenluft wird als Prozessluft dem Axialverdichter (Kühlturbine) zugeführt. Der Druck
dieser Luft wird nun in der Kühlturbine von etwa 1 bar auf 0,5 bar abgesenkt. Dabei kühlt sich die Prozessluft ab (Joule-Thomson-Effekt). Durch die kalte Prozessluft wird anschließend die Zuluft für den Fahrgastraum in einem Wärmetauscher gekühlt.